# Automobiles Gonfaronnaises Sportives
AGS var ett franskt formel 1-stall som tävlade under senare delen av 1980-talet och ett par säsonger i början av 1990-talet.

## Historik
Henri Julien, som arbetade i ett garage i Gonfaron ca 40 km nordost om Toulon, började under 1950-talet bygga racerbilar på sin fritid och delta i lokala tävlingar. 1960 slutade Julien bygga egna bilar och köpte istället en Alpine formel 3-bil som han tävlade med. Han lade av 1965 efter att framgångarna uteblivit. 
1968 startade Julien Automobiles Gonfaronnaises Sportives och började konstruera racerbilar igen, bland annat Formel Renault-, Formel Super Renault och formel 3-bilar. 1978 började stallet tävla i formel 2 med BMW-motorer och 1980 vann man två lopp, i Pau och Zandvoort, och 1984 på Brands Hatch med Philippe Streiff som förare. 1985 tävlade Streiff för AGS-stallet i den nya klassen formel 3000, där han körde ihop 12 poäng och slutade åtta i mästerskapet.
Säsongen 1986 beslöt AGS att man skulle börja tävla i formel 1. Man ställde upp i Italien 1986 och Portugal 1986 med en JH21C med en Motori Moderni-motor och med Ivan Capelli som förare. Han tvingades dock bryta båda loppen. Inför säsongen 1987 modifierades bilen till en JH22 som utrustades med en Ford Cosworth-motor.
Pascal Fabre anställdes som förare, men han ersattes i de två sista loppen av brasilianen Roberto Moreno. Moreno tog stallets första VM-poäng i och med sjätteplatsen i Adelaide i Australien 1987.
Säsongen 1988 tävlade man med en JH23 och Philippe Streiff var tillbaka som förare. Stallet hade dock problem med att hitta sponsorer och under hösten lämnade konstruktören Christian Vanderpleyn, hans assistent Michel Costa och stallchefen Frederic Dhainhaut stallet och gick till Coloni. 
Inför säsongen 1989 anställdes Claude Galopin för att designa JH24 och Joachim Winkelhock anställdes som andreförare. I mars 1989 skadades Philippe Streiff under en testkörning på Autódromo Internacional Nelson Piquet i Rio de Janeiro. Han blev förlamad och tvingades lämna racingen. Efter olyckan sålde Julien stallet till den franske affärsmannen Cyril de Rouvre, som anställde Henri Cochin som stallchef och den forne formel 3-föraren François Guerre-Berthelot som utvecklingschef. Försteföraren Philippe Streiff ersattes av Gabriele Tarquini. 
JH24:an blev inte klar förrän till Storbritanniens Grand Prix 1989 så AGS inledde säsongen med JH23B. Joachim Winkelhock misslyckades med förkvalificeringen vid de sju första loppen och ersattes av Yannick Dalmas. Denne lyckades dock inte förkvalificera sig vid någon tävling heller. Tarquini, som fick JH24:an först, gick bara vidare från en förkvalificering, men lyckades inte kvalificera sig till loppet, som var det i Storbritannien.
AGS rekonstruerades under hösten. Hugues de Chaunac blev stallchef, Claude Rouelle forsknings- och utvecklingschefchef, Costa kom tillbaka som chefsdesigner och Dalmas och Tarquini blev förare. Men snart gick det snett och De Chaunac och Costa lämnade stallet. JH25:an blev trots allt färdig i början av säsongen 1990 och man lyckades kvalificera med den sig till några lopp. Det bästa resultatet var Dalmas niondeplats i Spanien 1990. Senare visade det sig att stallet även hade allvarliga finansiella problem och någon JH26 byggdes inte. Säsongen 1991 inledde stallet tävlandet med JH25B med Tarquini och Stefan "Lill-Lövis" Johansson som förare. Samtidigt gick rykten att AGS och Larrousse skulle gå samman och när skvallret knäckt AGS gick man till domstol för att få skydd mot sina fordringsägare. 
Stallet köptes därefter av italienarna Patrizio Cantu och Gabriele Raffanelli. Konstruktören Vanderpleyn återvände och han började tillsammans med Mario Tolentino att raskt designa JH27. Johansson ersattes av Fabrizio Barbazza men både denne och Tarquini fick kämpa för att kvalificera sig med den gamla JH25B. JH27:an som var klar i september men den var inte mycket bättre än den gamla bilen och efter två tävlingar lades AGS-stallet ned.  I det sista loppet, som var Spaniens Grand Prix 1991, ersattes Tarquini av Olivier Grouillard.

## F1-säsonger
| Säsong | Tävlingsnamn                      | Bil                | Motor                    | Däck | Poäng | VM-plac. | Förare 1                             | Förare 2                           |
| ------ | --------------------------------- | ------------------ | ------------------------ | ---- | ----- | -------- | ------------------------------------ | ---------------------------------- |
| 1986   | Jolly Club SpA                    | AGS JH21C          | Motori Moderni 1.5 V6T   | P    | 0     | -        | Ivan Capelli                         |                                    |
| 1987   | Team El Charro AGS                | AGS JH22           | Ford Cosworth DFZ 3.5 V8 | G    | 1     | 11:a     | Pascal Fabre Roberto Moreno          |                                    |
| 1988   | Automobiles Gonfaronaise Sportive | AGS JH23           | Ford Cosworth DFZ 3.5 V8 | G    | 0     | -        | Philippe Streiff                     |                                    |
| 1989   | Automobiles Gonfaronaise Sportive | AGS JH23B AGS JH24 | Ford Cosworth DFR 3.5 V8 | G    | 1     | 15:e     | Gabriele Tarquini                    | Joachim Winkelhock Yannick Dalmas  |
| 1990   | Automobiles Gonfaronaise Sportive | AGS JH24 AGS JH25  | Ford Cosworth DFR 3.5 V8 | G    | 0     | -        | Gabriele Tarquini                    | Yannick Dalmas                     |
| 1991   | Automobiles Gonfaronaise Sportive | AGS JH25B AGS JH27 | Ford Cosworth DFR 3.5 V8 | G    | 0     | -        | Gabriele Tarquini Olivier Grouillard | Stefan Johansson Fabrizio Barbazza |